# IJslandse bankencrisis
De IJslandse bankencrisis was een financiële crisis in IJsland in de periode 2008-2012.
Het was een van de grootste economische en politieke crises die IJsland gekend heeft. De bankencrisis resulteerde in het faillissement van de drie belangrijkste banken van IJsland. Tijdens deze periode vond er ook een 'run' plaats op spaarrekeningen bij banken in het Verenigd Koninkrijk en Nederland. Rekening houdende met de grootte van de IJslandse economie kan men stellen dat het bankroet gaan van de drie belangrijkste banken het grootste verlies is geweest dat ooit werd geleden door een economie.

## Verloop
Eind september 2008 werd aangekondigd dat de Glitnirbank genationaliseerd zou worden. De week daarop werd de controle over de bank officieel overhandigd aan de financiële toezichthouder (FME). Kort nadien werd ook de grootste bank van IJsland, de Kaupthing Bank, onder controle van dezelfde instelling geplaatst. De eerste minister van IJsland, Geir Haarde, zei in een persconferentie dat het absoluut noodzakelijk was om de banken te nationaliseren. Volgens hem was er een reëel gevaar voor de economie. In het slechtste geval zouden de banken de IJslandse economie mee de dieperik in getrokken hebben, wat zou resulteren in een nationaal bankroet. Hij gaf ook aan dat de ondernomen acties van de regering ervoor hadden gezorgd dat de IJslandse economie niet failliet zou gaan. Aan het einde van het tweede kwartaal in 2008 bedroeg de buitenlandse staatsschuld van IJsland 9,553 miljard kronen (50 miljard euro), waarvan meer dan 80 procent een schuld van de banken was.
In 2008 werden ook kapitaalrestricties ingesteld, zoals de verplichte repatriëring van buitenlandse valuta en het beperken van de aanschaf van buitenlandse valuta. Zo probeerde het land de vlucht van kapitaal te voorkomen en daarmee de totale ineenstorting van de IJslandse kroon. Deze maatregelen werden pas in maart 2017 opgeheven. De inwoners van het land kunnen hierdoor weer onbeperkt investeren in het buitenland of hun kronen inwisselen voor buitenlandse valuta.

## Gevolgen
De financiële crisis had ernstige gevolgen voor de IJslandse economie. De nationale munteenheid daalde sterk in waarde, transacties in vreemde valuta werden enkele weken geschorst en de marktkapitalisatie van de IJslandse beurs daalde met meer dan 90%. IJsland onderging als gevolg van de crisis een zware economische recessie waarbij het bruto binnenlands product (bbp) daalde met 5,5% tijdens de eerste zes maanden van 2010. Meer dan een half miljoen spaarders uit het buitenland kampten met bevroren rekeningen omwille van diplomatieke ruzies betreffende de depositogaranties.

## Aandelenbeurs
De handel in aandelen van zes financiële instellingen op de IJslandse beurs, OMX Nordic Iceland Exchange, werd stopgezet op 6 oktober 2008 op verzoek van de financieel toezichthouder. Op 9 oktober 2008 werden alle aandelentransacties bevroren door de overheid, in een poging de aanzwellende paniek een halt toe te roepen. Deze beslissing was genomen vanwege "abnormale marktomstandigheden", waarbij koersen binnen een week tot 30% daalden. Dit duurde tot 13 oktober.
Ten tijde van de opening op 14 oktober bedroeg de hoofdindex 678,4, een daling van 77% vergeleken met de sluiting op 9 oktober. De hoofdreden hiervoor is dat de waarde van IJslands drie grootste banken op 0 was gezet. De mutatie van de overige koersen was vrij beperkt, met respectievelijk -15% tot +8%. Na een week met zo goed als geen beweging, sloot de OMX Iceland 15 op 17 oktober op 643,1 punten. Dit kwam neer op een daling van 96% (in euro's) vergeleken met het historische hoogtepunt van 9016 in het voorgaande jaar (18 juli 2007).

## Staatsschuld
| Bureau  | 29 september 2008 | 10 oktober 2008 |
| ------- | ----------------- | --------------- |
| Fitch   | A+                | BBB–            |
| Moody's | Aa1               | A1              |
| R&I     | AA                | BBB–            |
| S&P     | A–                | BBB             |

De vier kredietbeoordelaars die de IJslandse staatsschuld controleerden, hebben allen ten tijde van de crisis hun rating verlaagd, alsmede hun prognoses voor de toekomst. De IJslandse staat had voor de crisis, in 2007, een vrij gezonde positie, met een buitenlandse schuld bestaande uit 28% van het bnp en een begrotingsoverschot van 6%. In 2011 was de buitenlandse schuld gestegen tot 130% van het bnp, met een begrotingstekort van 6%.
Op 7 oktober kondigde de centrale bank van IJsland aan dat er gesprekken waren met de Russische ambassadeur, over een lening van € 4 miljard van Rusland. Deze lening zou worden verstrekt in 3 tot 4 jaar, met een interest 30 tot 50 punten boven de LIBOR-rentevoet. Na kritiek van IJslandse media gaf premier Geir Haarde als verklaring: "We hebben niet de hulp gehad die we verlangden van onze vrienden. In zulke situaties zoekt men toenadering tot nieuwe vrienden".
Na interventie van het Internationaal Monetair Fonds (IMF) werd besloten een andere koers te varen, waarbij de lening gedragen zou worden door meerdere leden. Dit resulteerde in een akkoord op 19 november. Het IMF leende $ 2,1 miljard, Noorwegen, Zweden, Finland en Denemarken samen $ 2,5 miljard, Polen $ 200 miljoen, de Faeröer-eilanden $ 50 miljoen en Duitsland, Nederland en Groot-Brittannië samen $ 6,3 miljard aan IJsland.

## Oorzaken
In 2001 werden de IJslandse banken geprivatiseerd, waarmee de toegangspoort tot investeringen in het buitenland was geopend. De banken leenden in enkele jaren een bedrag dat tot circa 12x het bnp bedroeg, waarmee de staat in alle opzichten machteloos was om de banken te herfinancieren in het geval van een faillissement.  
Tegelijkertijd veranderde het financiële besef van de IJslandse huishoudens, en werd lenen de nieuwe moraal. In 2007 bedroeg de schuld tot 213% van het gemiddelde besteedbare inkomen, wat tot een onverwachtse inflatie leidde. Een aanzienlijk deel van de leningen was bekostigd met de destijds sterke IJslandse kroon, maar vanwege de genoemde inflatie werden deze leningen aanzienlijk groter dan vooraf gedacht. Hiermee begonnen dan ook de eerste betalingsproblemen voor de banken, en was de steen van de crisis aan het rollen gebracht.

## Herstructurering banken
Voor de crisis, waren de drie grootste banken in IJsland:
- Landsbankinn
- Kaupþing Banki
- Glitnir

Na de crisis werden deze geherstructureerd tot de volgende banken:
- Landsbankinn
- Arion Banki
- Íslandsbanki

## Naslagwerk
- Svein Harald Øygard In The Combat Zone of Finance: An Insider's account of the financial crisis (2020). De auteur was interim-president van de Centrale bank van IJsland tijdens de bankencrisis in 2009. ISBN 9781912555659